# Морозов, Вадим Юрьевич
Вадим Юрьевич Морозов (25 февраля 1969 — 14 января 2020) — советский и российский тренер по плаванию. Заслуженный тренер Российской Федерации. Работал с паралимпийцами.

## Биография
С детства занимался плаванием в спортивной школе Нижнего Новгорода. Принимал участие в различных соревнованиях, был кандидатом в сборную СССР, призёром и чемпионом первенства России. В течение двух лет проходил срочную службу в Советской армии, по её окончании продолжить выступления не смог.
С 1989 года — на тренерской работе. Окончил тренерские курсы при Московском институте физкультуры, а потом поступил на заочное отделение в Ленинградский институт физической культуры имени П. Ф. Лесгафта. Затем в течение восьми лет преподавал на кафедре плавания в Нижегородском филиале данного института. Пока не получил профильного образования, в течение некоторого времени был вынужден параллельно работать на кондитерской фабрике и заниматься со спортсменами.
Участвовал в подготовке спортсменов-паралимпийцев. Среди его учеников — Дмитрий Кокарев, многократный призёр и чемпион Паралимпийских игр, чемпионатов Европы и мира; Валерий Лебедев, член сборных СССР и России; Валерия Куканова.
Был удостоен почётного звания «Заслуженный тренер России», а также благодарности президента Российской Федерации.